# Frederick Kelly
Frederick Septimus Kelly (født 29. maj 1881 i Sydney, Australien, død 13. november 1916 i Frankrig) var en britisk komponist og roer, som deltog i OL 1908 i London.

## Rokarriere
Kelly var en alsidig roer, der var god i såvel otteren som i singlesculler. Han lærte at ro, mens han studerede på Eton College, og han var med i Etons otter, der vandt Ladies Challenge Cup ved Henley Regattaen i 1899. Derpå vandt han flere prestigefyldte løb i singlesculler de følgende år, mens han også var med i ottere fra Oxford og Leander Club. Han var med for sidstnævnte ved OL 1908.
Leander Club-bådens besætning bestod derudover af Henry Bucknall, Albert Gladstone, Guy Nickalls, Banner Johnstone, Charles Burnell, Ronald Sanderson, Raymond Etherington-Smith og Gilchrist MacLagan (styrmand) samt fem reserver, der ikke kom i kamp. Syv både var tilmeldt, men italienerne stillede ikke op. To af bådene, den belgiske fra Royal Club Nautique de Gand og en ren Cambridge-båd fra Storbritannien, var seedet og gik direkte i semifinalen, mens Leander Club-båden og en canadisk båd, Toronto Argonauts, sikrede sig pladser i semifinalen med sejr i to indledende heats. I semifinalen vandt Leander over Toronto, mens Gand besejrede Cambridge, og de to vindere mødte derpå hinanden i finalen. Her lagde Leander sig i spidsen, men efter 2/3 af distancen bragte Gand sig på linje med Leander. Anstrengelserne med at indhente konkurrenten havde dog kostet så mange kræfter, at belgierne måtte slippe igen, så Leander Club kunne sikre sig guldet med to længders forspring.

## Øvrige liv
Kelly var meget musikalsk og kunne spille en række Mozart-sonater allerede som femårig, ligesom han selv komponerede små værker på den tid. Han helligede sig først musikken, da han havde fået eksamen fra Oxford, og i begyndelsen af 1900-tallet studerede han i fem år på konservatorium i Frankfurt og gav koncerter i Australien og England i 1911.
Han blev indrulleret i den britiske marine ved udbruddet af første verdenskrig og gjorde tjeneste under slaget ved Gallipoli, hvor han blev såret to gange. Han kom senere på land og deltog i den sidste del af slaget ved Somme, hvor han blev dræbt i et forsøg på at indtage en tysk maskingeværpost.
Under krigen komponerede han et værk, Elegy for String Orchestra in Memoriam to Rupert Brooke, til minde om hans ven, digteren Rupert Brooke, der blev dræbt under slaget ved Gallipoli.